# Астурийская культура
Астурийская культура возникла на территории Испании после 5000 г. до н. э. По своим характеристикам она была эпипалеолитической, то есть сохраняла пережитки палеолита в окружении мезолитических культур. Датировка основана на стратификации (астурийкие слои следуют за азильскими) и находкам моллюсков, характерных для климата около 4500 г. до н. э.
Находки обнаружены в Астурии, Кантабрии, Стране Басков и Аквитании.
Культура создана населением восточного побережья Иберийского полуострова. Люди данной культуры употребляли в пищу моллюсков и улиток, обрабатывали камень. Из раковин моллюсков также изготавливались украшения (колье и подвески), а также режущие инструменты.
Культура исчезла незадолго до распространения мегалитов в Европе, после 3000 г. до н. э.